# Ернст фон Вайцзекер
Ернст фрайхер фон Вайцзекер (на немски: Ernst Freiherr von Weizsäcker) (1882 – 1951) е германски дипломат и политик, служил в периода 1938 – 1943 г. като държавен секретар в Министерството на външните работи, а по-късно и като посланик на Германия.

## Биография
Роден е на 25 май 1882 г. в Щутгарт, Германската империя в семейството на Карл фон Вайцзекер, бъдещ министър-президент на Кралство Вюртемберг. В периода на Германското обединение от 1871 г. баща му Карл, вече като министър-председател на Вюртембергското кралство, получава наследствената благоародническа титла фрайхер (барон), семейството му също.
През 1900 г. Ернст постъпва във военноморския флот на Кайзермарине, като година преди края на Първата световна война е удостоен с наградата „Железен кръст“ II степен. След края на войната остава в звание майор.
2 години по-късно постъпва в Министерството на външните работи, като от юни 1931 г. поема и първата си длъжност на посланик в Осло.
Между 1933 и 1936 г. живее в Берн, където посещава шведската гимназия „Кирхенфелд“. Освен това от края на 1936 до 1938 г. ръководи политическия отдел на Министерството на външните работи. През 1937 г. поема и поста министерски директор.
С идването на 1938 г. се присъединява към NSDAP, както и СС, след което е назначен за държавен секретар в Министерството на външните работи (1938 – 1943). Малко по-късно взима участие в сключването на Мюнхенското споразумени.
На 30 януари 1942 г. е издигнат в звание СС-бригадефюрер, а от началото на февруари е член на щабния състав на райхсфюрера Хайнрих Химлер, като от 1943 до 1945 г. работи на длъжност посланик пред Папския престол.

### След войната
2 години след войната фон Ваицзекер е арестуван във връзка с делото срещу бившия имперски министър. Обвинен е в участие на масово депортиране на френски евреи. Независимо от факта, че не счита себе си за виновен, той е осъден на 7 години лишаване от свобода (по-късно присъдата е намалена на 5 години).
През 1950 г. е освободен след обявяване на всеобщата амнистия. Година преди да умре, публикува няколко мемоари, представяйки се като привърженик на съпротивата.
Умира на 69-годишна възраст през 1951 г. в Линдау, Германия.

### Семейство
Той е баща на Рихард фон Вайцзекер (президент на Германия в периода от 1984 до 1994 г., член на защитата по делото на баща му) и на брат му Карл Фридрих фон Вайцзекер (германски физик и философ).

## Публикации
- В Общомедия има медийни файлове относно Ернст фон Вайцзекер
- Ernst von Weizsäcker: Erinnerungen. (berzorgd door Richard von Weizsäcker) List Verlag, München/Leipzig/Freiburg 1950
- Ernst von Weizsäcker: Aus seinen Gefängnisbriefen 1947 – 1950. Scheufele, Stuttgart z.j. [1955]
- Leonidas E. Hill (Hrsg.): Die Weizsäcker-Papiere 1933 – 1950. Propyläen–Verlag, Berlijn/Frankfurt am Main/Wenen 1974, ISBN 3-549-07306-2 (Dagboeken)